# Nötesjön
Nötesjön är en sjö i Svedala kommun i Skåne och ingår i Sege ås huvudavrinningsområde. Sjön är 4 meter djup, har en yta på 0,0631 kvadratkilometer och befinner sig 63,2 meter över havet. Orten Nötesjö ligger vid Nötesjön.

## Delavrinningsområde
Nötesjön ingår i det delavrinningsområde (615548-134294) som SMHI kallar för Inloppet i Börringesjön. Medelhöjden är 59 meter över havet och ytan är 10,39 kvadratkilometer. Räknas de 2 avrinningsområdena uppströms in blir den ackumulerade arean 29,44 kvadratkilometer. Avrinningsområdets utflöde Sege å mynnar i havet. Avrinningsområdet består mestadels av skog (13 %), öppen mark (13 %) och jordbruk (65 %). Avrinningsområdet har 0,71 kvadratkilometer vattenytor vilket ger det en sjöprocent på 6,8 %. Bebyggelsen i området täcker en yta av 0,12 kvadratkilometer eller 1 % av avrinningsområdet.